# Karonga
Karonga er en by i den nordlige del af Malawi, med et indbyggertal (pr. 2008) på cirka 42.500. Byen ligger ved breden af Malawisøen, tæt på grænsen til nabolandet Tanzania.
9°56′S 33°56′Ø / 9.933°S 33.933°Ø